# باتريك ليوناردو كارنيرو دا سيلفا
باتريك ليوناردو كارنيرو دا سيلفا هو لاعب كرة قدم برازيلي في مركز الهجوم، ولد في 23 أغسطس 1990 في تريس كاراكوس في البرازيل. لعب مع أتلتيكو باراناينسي وأوردو سبور وريد بل براغانتينو ونادي فورتاليزا.

## وصلات خارجية
- باتريك ليوناردو كارنيرو دا سيلفا على موقع اتحاد تركيا (لاعب) (الإنجليزية)